# Kerri-Ann Pottharst
Kerri-Ann Pottharst (Adelaida, 25 de junio de 1965) es una deportista australiana que compitió en voleibol, en la modalidad de playa.
Participó en tres Juegos Olímpicos de Verano, entre los años 1996 y 2004, obteniendo dos medallas, oro en Sídney 2000 y bronce en Atlanta 1996 (ambas haciendo pareja con Natalie Cook).
En 2001 fue condecorada con la Medalla de la Orden de Australia (OAM).

## Palmarés internacional
| Juegos Olímpicos | Juegos Olímpicos         | Juegos Olímpicos  | Juegos Olímpicos |
| Año              | Lugar                    | Medalla           | Pareja           |
| ---------------- | ------------------------ | ----------------- | ---------------- |
| 1996             | Atlanta (Estados Unidos) | Medalla de bronce | Natalie Cook     |
| 2000             | Sídney (Australia)       | Medalla de oro    | Natalie Cook     |